# 小行星8876
小行星8876（英語：8876）是一颗围绕太阳公转的小行星。1992年11月23日，串田嘉男、村松修在八之岳发现了此天体。
这颗小行星的绝对星等为65.22199856481926等。